# Teknopol
En Teknopol er betegnelsen for en koncentration af institutioner, der samarbejder med virksomheder, universiteter og andre højere læreanstalter. I Frankrig blev de skabt i 1970'erne for at fremme den tredje industrielle revolution ved at forny den industrielle sektor og forbedre dens konkurrenceevne.
Den første teknopol var Sophia-Antipolis tæt på Cannes i Sydfrankrig, der åbnede i 1969. I dag er der 28 af dem fordelt over hele Frankrig.